# 万玲玲
万玲玲（1960年—），吉林长春人，汉族，中华人民共和国政治人物、第十二届全国人民代表大会吉林地区代表。
毕业于吉林财贸学院金融专业，加入中国共产党，現任吉林省証監局局長。2013年，被选为全国人大代表。